# 约安娜·海德里希
约安娜·海德里希（德語：Joana Heidrich，1991年10月2日—），瑞士女子沙滩排球运动员。她曾代表瑞士参加2016年和2020年夏季奥林匹克运动会沙滩排球比赛，其中2020年奥运会获得一枚铜牌。